# Rheobates
Rheobates Grant, Frost, Caldwell, Gagliardo, Haddad, Kok, Means, Noonan, Schargel & Wheeler, 2006 è un genere di anfibi anuri, appartenente alla famiglia Aromobatidae.

## Distribuzione e habitat
Le specie sono endemiche della Colombia.

## Tassonomia
Comprende 2 specie:
- Rheobates palmatus (Werner, 1899)
- Rheobates pseudopalmatus (Rivero and Serna, 2000)